# アビア州

アビア州
Abia州の愛称: 神が持つ州

¹ 予備調査

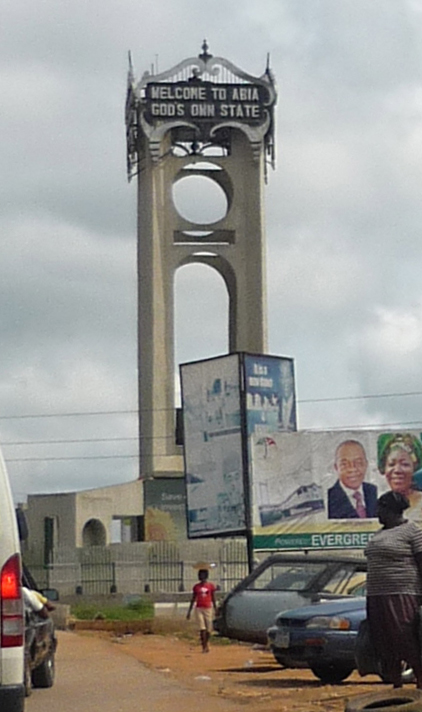
アビア塔

アビア州 (アビアしゅう、英語：Abia State)は、ナイジェリアの南東部の内陸州。
1991年8月27日に旧イモ州の東部が分割され設置された。
住民はイボ人が大部分を占める。
州都はウムアヒア (Umuahia)。
2006年の人口は約283.4万人。
アビア州には工場が多いため「アフリカの日本」と呼ばれることもある。
雨期により農地が広くヤムイモ、トウモロコシ、ジャガイモ、米、カシュー、バナナ、キャッサバなどが栽培される。
原油が埋蔵されている。
アビア州立大学、連邦農業大学がある。
主な言語はイボ語。
約240万人はキリスト教徒、起業家である。

## 地理
州南部は低地で他の部分は高地。
南部では、4月から10月の雨期には多い時には年間2400mmの降水量がある。
主な川としてニジェール・デルタを通って大西洋に流れる、イモ川とアバ川がある。

## 都市
- ウムアヒア（州都）
- アバ（主要商業都市）
- アロチュク（3番目に大きい都市）
- その他の主な都市域：アビリバ、ンバウシ、オハフィア、オモバ、オヴィム、アクウェテ、オベヒエ、ムグボコ、イスオチ、オシショマ

## 空港
- ポートハーコート国際空港(Airport Code:PHC)：アバから30分、ウルムアヒアから50分の距離。